# Teatro Libre de Bogotá
El Teatro Libre de Bogotá es una fundación sin ánimo de lucro que comprende un grupo profesional de teatro, dos salas, una situada en la localidad de Chapinero y la otra en el Centro de la ciudad, exactamente en la localidad de La Candelaria, un Departamento de Arte Dramático en convenio con la Universidad Central y el primer festival de jazz de Colombia y uno de los primeros en América Latina. 

## Historia
El Teatro Libre se fundó en 1973 y su origen está en el grupo de teatro de la Universidad de los Andes. Entre los fundadores se encuentran Ricardo Camacho G., Jorge Plata Saray, Patricia Jaramillo, Germán Moure, Héctor Bayona, Livia Ester Jiménez, entre otros. Su primera sala, la del Centro, fue reedificada por los miembros del grupo e inaugurada en 1978. En 1988 compraron la sala Teatro La Comedia, que fue construida por Luis Enrique Osorio y que, en el momento, tenía la Fundación Arte de la Música, creada por el clavecinista Rafael Puyana. El diseño de la obra es muy particular por las condiciones del terreno, y fue realizado por el arquitecto Jorge Gaitan Cortes y por el ingeniero Guillermo González Zuleta, quienes además disenaron el famoso ladrillo sombrero que le da al teatro una acustuca formidable.

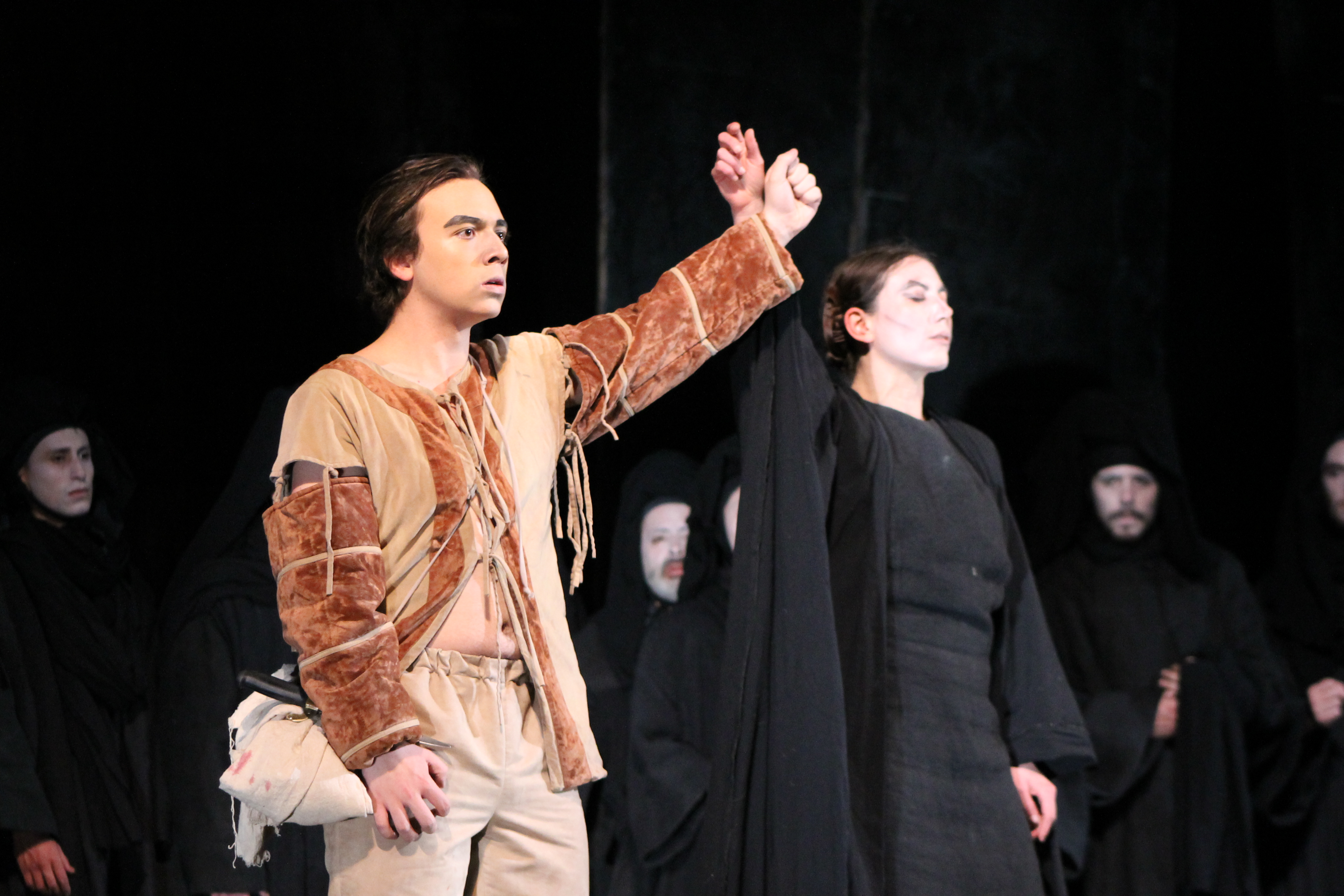
"La Orestiada" (2013)

En 1988 fundaron el Festival Internacional de Jazz, que sigue vigente y se hace anualmente, y en el que han participado músicos y agrupaciones como Chick Corea, Gal Costa, Toquinho, Medeski, Martin & Wood, Paquito D´Rivera, Jerry González, Roy Hargrove, Rubén González, Regina Carter, entre otros. En ese mismo año crearon la Escuela de Formación de Actores, hoy Departamento de Arte Dramático en convenio con la Universidad Central, que funciona en la sala del Centro y que, en sus primeros 25 años de existencia, ha graduado a cerca de 300 actores y actrices.
El aniversario número 40 del Teatro Libre lo celebraron con un remontaje de La Orestiada de Esquilo, la presentación de tres de las cuatro obras de su Ciclo Dostoievski (Crimen y castigo, El idiota y Los hermanos Karamazov; el Ciclo se completa con Los demonios), y el estreno de El nombre de Jon Fosse y dos espectáculos cabaré, uno basado en una selección de poemas de Bertolt Brecht, El pobre Bertolt Brecht, y otro basado en poemas de François Villon, Charles Baudelaire, Paul Verlaine, Arthur Rimbaud y Jean Genet, De las flores del mal y otras hierbas.

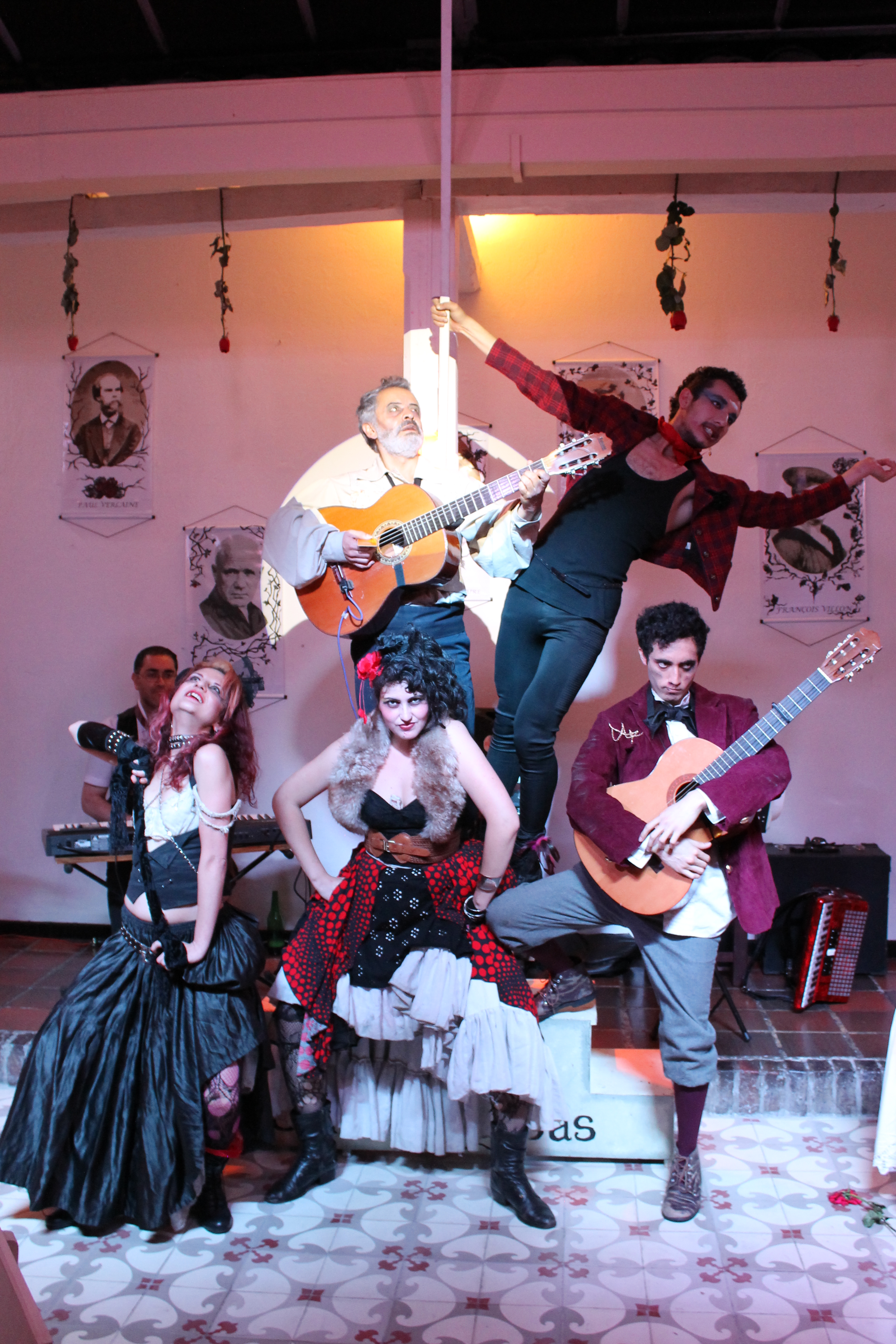
"De las flores del mal y otras hierbas" (2014), espectáculo cabaré basado en una selección de poemas de los poetas malditos

En 2013 también organizaron, junto a la Orquesta Filarmónica de Bogotá, el primer Festival de Música de Cámara de la ciudad. El Festival es anual y, desde su creación, se ha efectuado sin interrupción.

## Obras
El Teatro Libre se caracteriza por ser un grupo que monta obras del repertorio mundial y de autores clásicos como William Shakespeare, Esquilo, Ramón del Valle-Inclán, Tirso de Molina, Molière, Luigi Pirandello, August Strindberg o Friedrich Dürrenmatt, clásicos contemporáneos como Harold Pinter, Edward Albee, John Millington Synge,  Athol Fugard o Milan Kundera, y autores contemporáneos como Jon Fosse y Franz Xaver Kroetz.

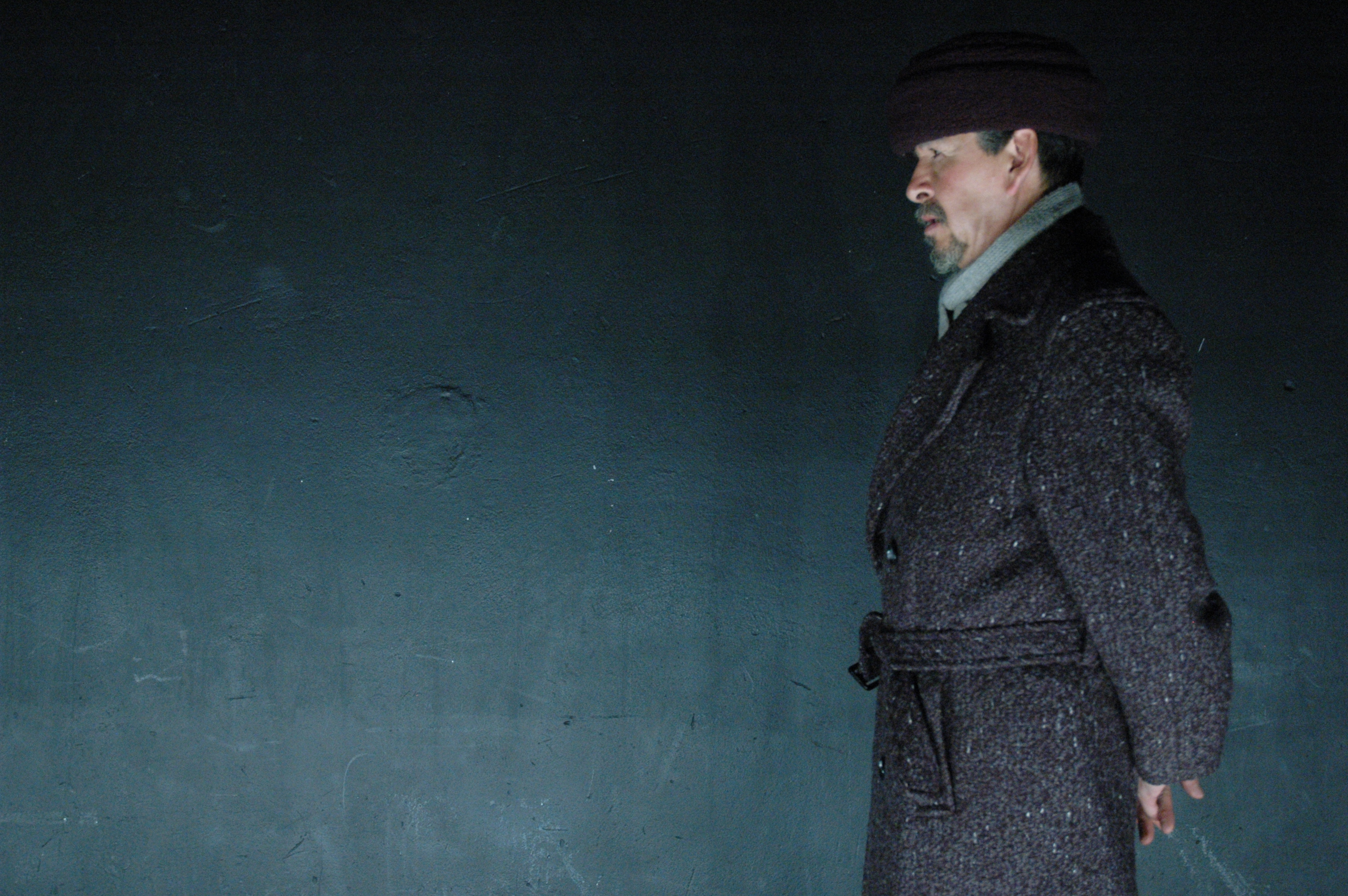
"Crimen y castigo" (2006), Héctor Bayona en el papel del Inspector.

También ha montado obras de varios autores colombianos, como Jairo Aníbal Niño, Sebastián Ospina, Esteban Navajas, Jorge Plata Saray, Eduardo Camacho, Gabriel García Márquez y Piedad Bonnett.

"El rey Lear" (1978) - Jorge Plata Saray en el papel de Lear

Entre sus montajes más exitosos y recordados están Los inquilinos de la ira (1975) de Jairo Aníbal Niño, La agonía del difunto (1977) de Esteban Navajas, El rey Lear (1978) de Shakespeare, Las brujas de Salem (1981) de Arthur Miller, Los andariegos (1983) de Jairo Aníbal Niño, Seis personajes en busca de autor (1984) de Luigi Pirandello, Un muro en el jardín (1985) de Jorge Plata Saray, El burgués gentilhombre (1985) de Molière, El burlador de Sevilla (1990) atribuido a Tirso de Molina, Doce fósforos (1992) de Harold Pinter, Que muerde el aire afuera (1995) de Piedad Bonnett, La Orestiada (1999) de Esquilo, El encargado (2004) de Harold Pinter y Crimen y castigo (2006) de Fiódor Dostoievski. H

## Salas
El Teatro Libre tiene dos salas, una en Chapinero, en la Calle 62 # 9A - 65, y otra en el Centro, en la localidad de La Candelaria, Calle 12B # 2 - 44.
El Teatro Libre del Centro es una casa estilo colonial reedificada como sala de teatro en 1978. La sala tiene capacidad para 204 personas. Su inauguración fue celebrada con un concierto del maestro Rafael Puyana, quien calificó la acústica de la sala como la mejor del país. Desde su fundación ha sido sede del grupo del Teatro Libre y de la Escuela del Teatro Libre de Bogotá, hasta 2019 Departamento de Arte Dramático en convenio la Universidad Central.
El Teatro Libre de Chapinero es una sala de estilo italiano y telón de boca construida por Luis Enrique Osorio en 1953. El Teatro Libre la compró en 1988 y fue remodelada por el arquitecto Alfonso García Galvis. En 1990 obtuvo la mención especial de la XII Bienal Nacional de Arquitectura. La sala tiene capacidad para 654 personas.
Ambas salas prestan el servicio de alquileres y en ellas se han desarrollado festivales de música y teatro nacionales y distritales, como el Festival Internacional de Teatro. En estas también se presentan grupos universitarios y sin sala.

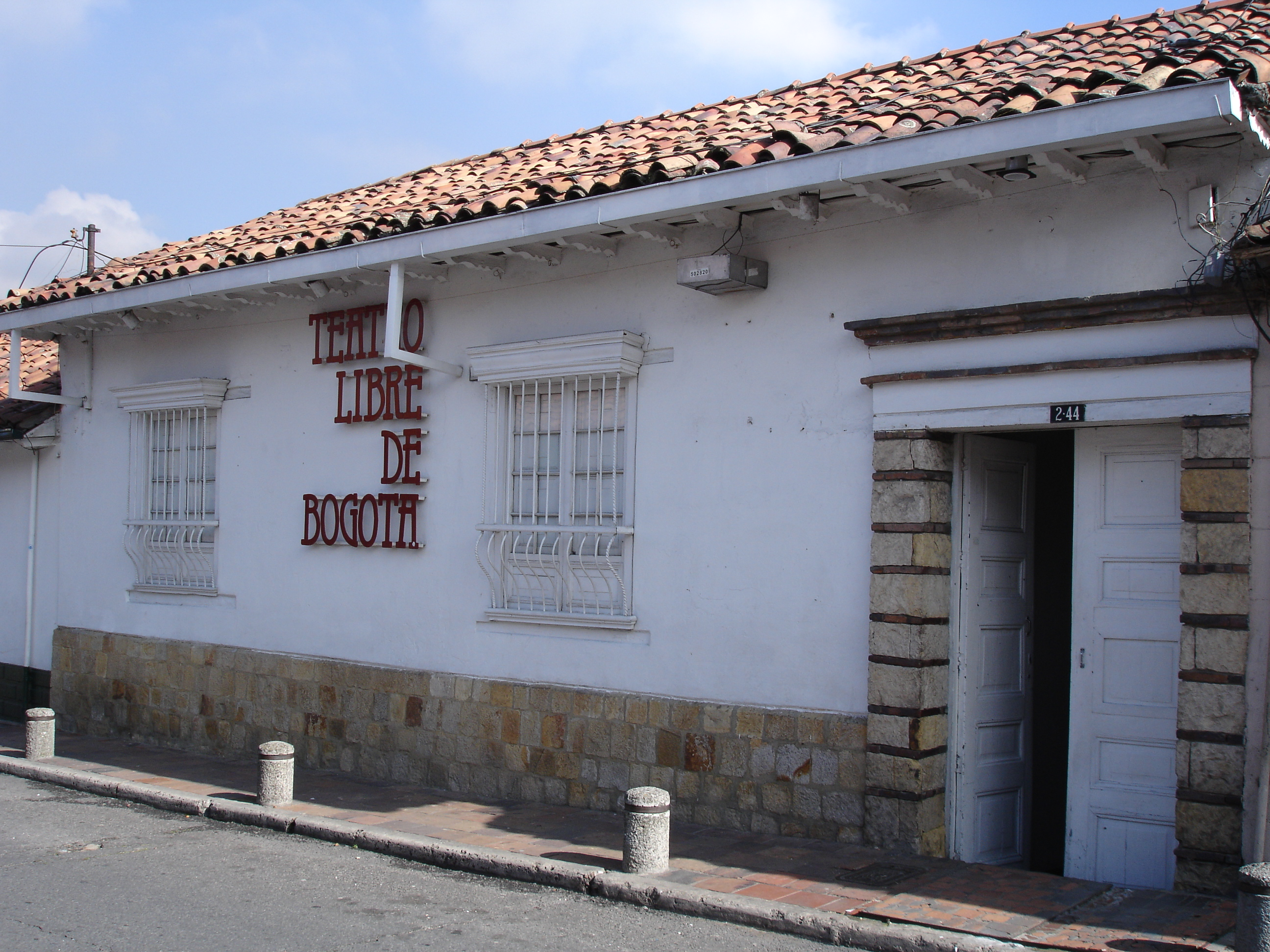
Teatro Libre del Centro